# NGC 2439
NGC 2439 (другие обозначения — OCL 688, ESO 429-SC11) — рассеянное скопление в созвездии Корма.
Этот объект входит в число перечисленных в оригинальной редакции «Нового общего каталога».
Скоплению могут принадлежать три звезды-сверхгиганта, включая жёлтый сверхгигант R Кормы, а также широкая группа звёзд спектрального класса B.